# Slaggitaar

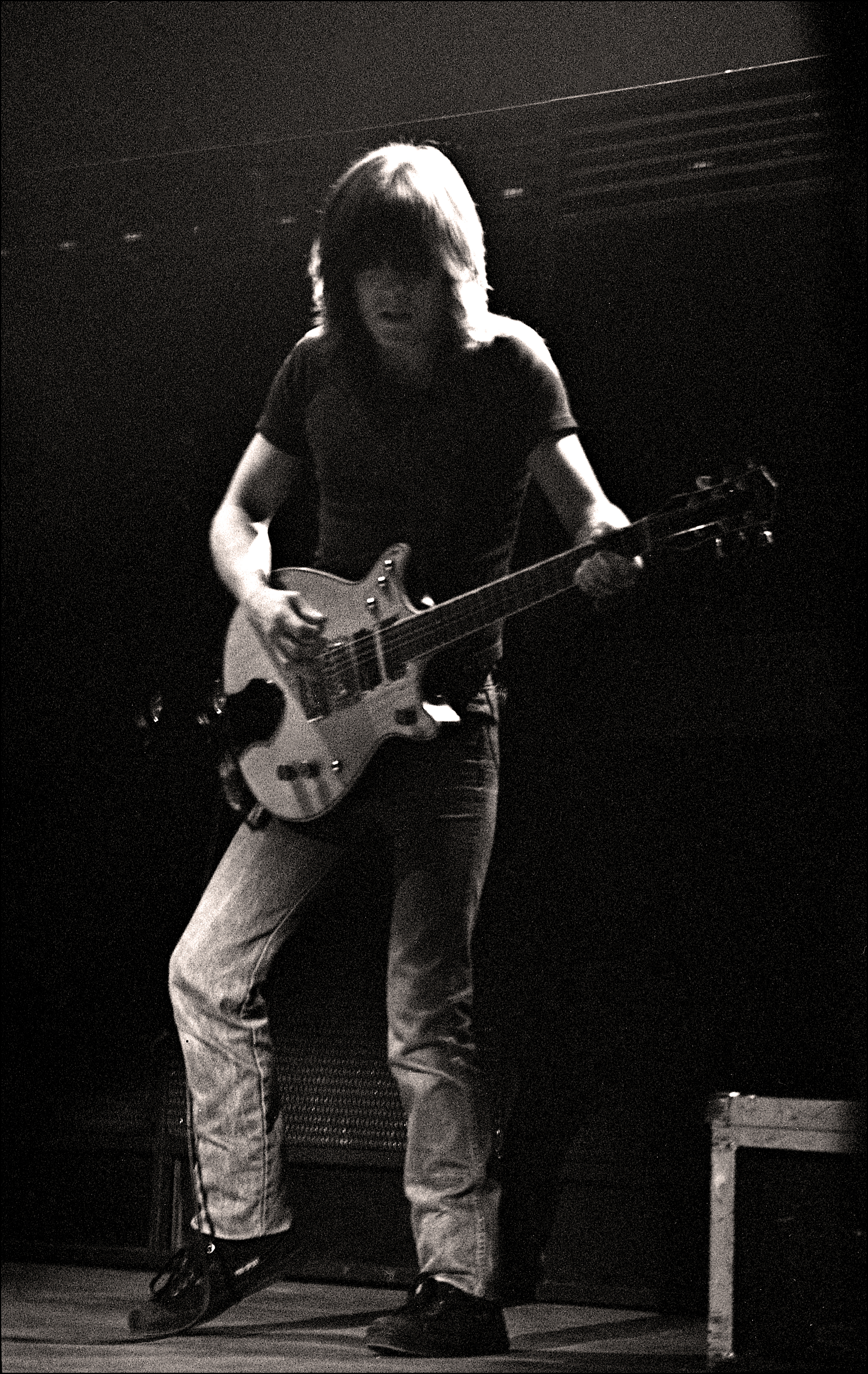
Malcolm Young, voormalig slaggitarist van de Australische hardrockband AC/DC

Met de slaggitaar (soms ritmegitaar of rhythmgitaar genoemd) wordt de partij van een gitarist in een muziekgroep bedoeld die de melodie op een ritmische wijze begeleidt via (power)akkoorden en riffs, die de ritmische puls van de compositie benadrukken. Doorgaans wordt de ritmesectie bij bands in de lichte muziek gevormd door de slaggitarist, bassist en drummer.
De slaggitaar wordt in vaste bezettingen van muziekgroepen vaak door hetzelfde bandlid (de slaggitarist) gespeeld. Het komt ook voor dat gitaristen in bands met meerdere gitaristen zowel de slaggitaar als de leadgitaar kunnen spelen. In het laatstgenoemde geval wisselen de gitaristen dus onderling van hun rol in de bezetting.